# Brzezina (Milicz)
Pour les articles homonymes, voir Brzezina.
Brzezina est une localité polonaise de la gmina de Cieszków, située dans le powiat de Milicz en voïvodie de Basse-Silésie.